# Claude Parent

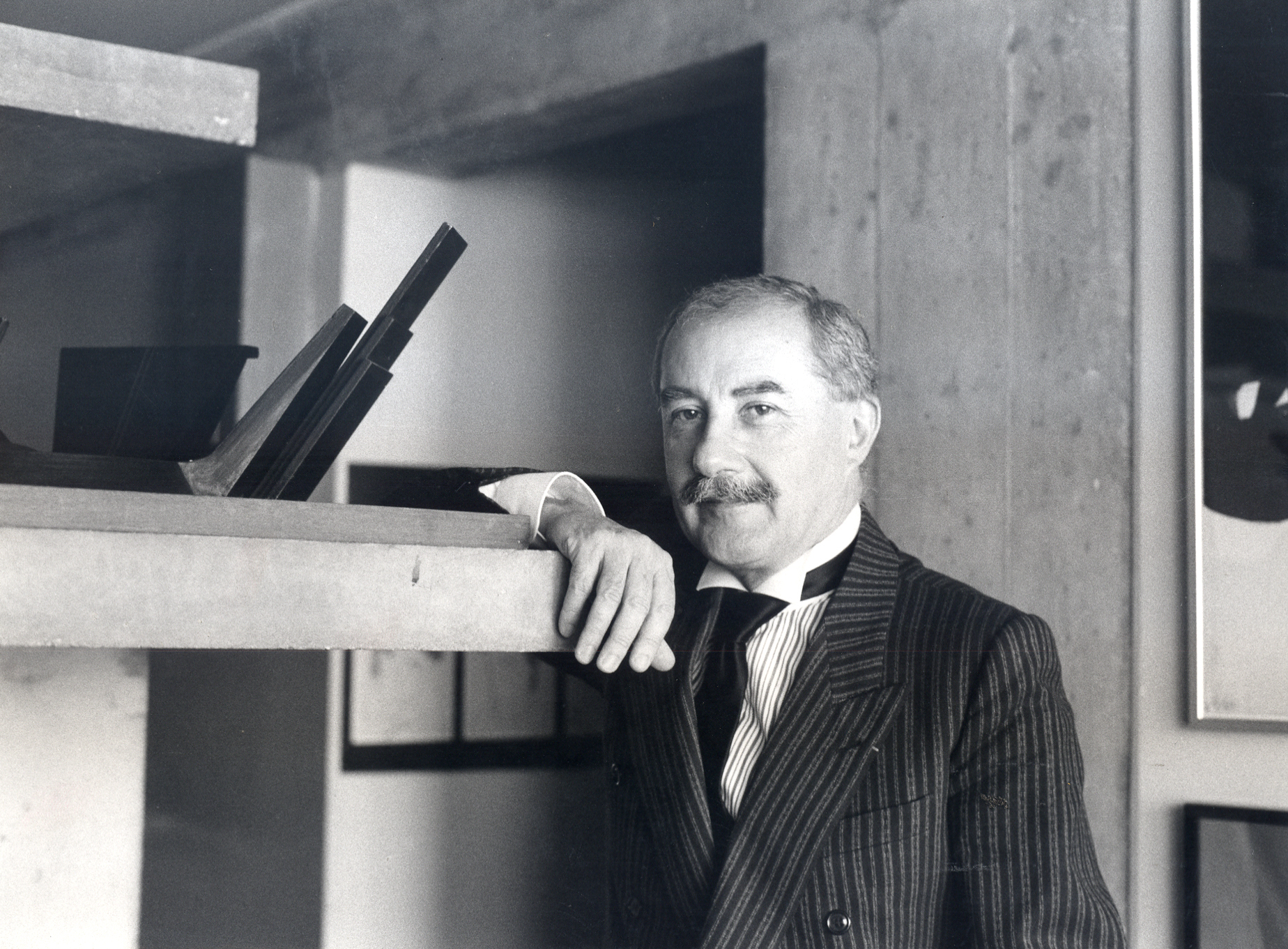
Claude Parent in den 1980er Jahren

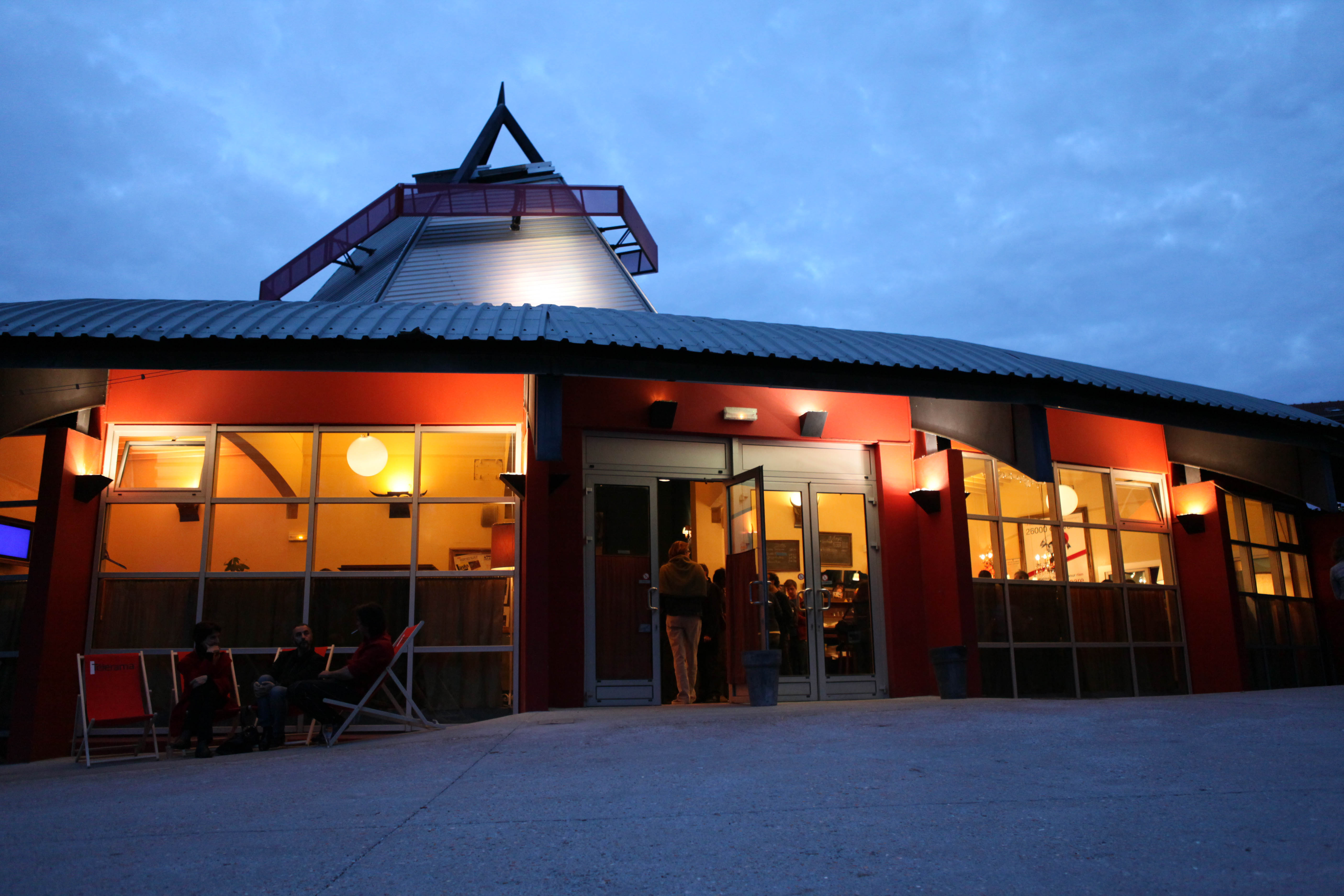
Théâtre Silvia Monfort

Kernkraftwerk Cattenom

Claude Parent (* 26. Februar 1923 in Neuilly-sur-Seine; † 27. Februar 2016 ebenda) war ein französischer Architekt, Protagonist der Architecture oblique und Hochschullehrer an der École Spéciale d’Architecture in Paris.

## Leben
Der Sohn des Ingenieurs und Pioniers der Luftfahrt Hypolite Parent und Ehefrau Marie-José Binétrui ging in Paris und Toulouse zur Schule, wo er das Baccalauréat erlangte. An der dortigen Kunsthochschule École supérieure des beaux-arts de Toulouse begann er nach einem mathematischen Vorstudium 1943 auch das Architekturstudium, das allerdings durch zivilen und Militärdienst mehrfach unterbrochen wurde. 1946 wechselte er an die École des beaux-arts in Paris, die er offenbar 1949 ohne Abschluss verließ.
Parent starb im Februar 2016 einen Tag nach seinem 93. Geburtstag in seinem Heimatort Neuilly-sur-Seine.
Er war der Bruder von Nicole Parent sowie Michel Parent (1916–2009), einem Mitglied des Welterbekomitees und Präsident von ICOMOS (1981–1987). Claude Parent war in erster Ehe verheiratet mit Therèse Houdart (geschieden 1958). 1959 heiratete er Bernadette Goulet, mit der er die Kinder François, Florence and Chloé bekam.

## Werk
Claude Parent arbeitete zunächst für Le Corbusier und Jean Trouvelot.
Seine ersten eigenen Planungen in seinem Pariser Büro wurden gleich einer großen Öffentlichkeit bekannt: Als Student gewann er – zusammen mit seinem Kommilitonen Ionel Schein – den Wettbewerb für das Einfamilienhaus Maison G, das von la maison française, einer Publikumsrevue, ausgeschrieben worden war und 1953 erbaut wurde. Daraufhin bat die Zeitschrift Elle um Entwürfe für drei idealtypische Häuser: traditionell, zeitgenössisch und keck, die in aufeinanderfolgenden Ausgaben erschienen. Mit zahlreichen spektakulären Wohnbauprojekten wurde er bekannt. Er arbeitete unter anderem zusammen mit dem Künstler André Bloc. Mit Yves Klein entwickelte er eine pneumatische Rakete.
Insbesondere seine in Zusammenarbeit mit dem Architekturphilosophen Paul Virilio im gemeinsamen Büro Architecture Principe (1963–1968) entstandenen Bauten in den 1960er Jahren sind dem Brutalismus zuzurechnen. Bekannt wurde die gemeinsam entworfene und gebaute Kirche in Nevers. Aus dieser Zusammenarbeit entwickelte er eine Bunker-Architektur. Bekanntes Beispiel war die 1965 erbaute Villa Drusch, ein um 45 Grad in den Boden versenkter Bauhaus-Kubus. Zusammen mit Paul Virilio wurde er Professor an der École Spéciale d’Architecture (ESA) in Paris.
1970 veröffentlichte Parent das Manifest dazu: „Vivre à l’Oblique“ (Leben in Schrägen). Er galt als „einer der konsequentesten Vertreter des Ultramodernismus“ und der wichtigsten Sozialutopiker der neueren Architekturgeschichte. 2010 wurde er in Paris mit einer umfassenden Werkschau im Pariser Cité de l’architecture et du patrimoine als visionärer Vertreter der utopischen Moderne gewürdigt. Der bekannteste Schüler von Parent (und Träger des Pritzker-Preises) ist Jean Nouvel.
Er wurde mit dem Grand prix national de l’architecture (1979) und weiteren Preisen geehrt. 2005 wurde er Mitglied der Académie des Beaux-Arts. Er war seit 2010 Offizier der Ehrenlegion.

## Bauten
- 1953: Maison Gosselin (Maison G) in Ville d’Avray (mit Ionel Schein und Gilles-Louis Bureau),
- 1957: Café du Rond Point auf den Champs-Elysées (mit André Bloc)
- 1956–1958: Maison Soultrait in Domont
- 1960–1964: Maison Mauriange-Auboyer in Meudon
- 1963–1965: Maison Bordeaux-le-Pecq in Bois-le-Roi
- 1965: Maison Drusch in Versailles
- 1965: Kulturkomplex in Charleville
- 1966: Maison Mariotti in Saint-Germain-en-Laye (mit Paul Virilio)
- 1963–1966: Kirche Sainte Bernadette du Banlay in Nevers (mit Paul Virilio)
- 1960–1967: Kernkraftwerk Chooz
- 1969: Maison de l’Iran in der Cité Internationale Universitaire de Paris
- 1969: Einkaufszentrum  in Tinqueux
- 1970: GEM Supermarkt  in Sens
- 1970: Französischer Pavillon auf der Biennale di Venezia
- 1974: Maison Carrade in Saint-Germain-des-Prés (Tarn)
- 1979–1986: Kernkraftwerk Cattenom
- 1986–1989: Théâtre Silvia-Monfort in Paris
- 1993–1998: Rathaus in Lillebonne
- 2011: Einkaufszentrum in Sens

## Schriften
- Vivre à l’oblique (1970)
- Cinq réflexions sur l’architecture (1972)
- Claude Parent, architecte (1975)
- L’Architecture et le nucléaire (1978)
- Entrelacs de l’oblique (1981)
- L’Architecte, bouffon social (1982)
- Colères (1982)
- Les Maisons de l’atome (1983)
- Errer dans l’illusion (2001)
- Quand les bouffons relèvent la tête (2002)
- Cuits et archicuits (2003)